# Еудженіо Россі (тенісист)
Еудженіо Россі (італ. Eugenio Rossi; нар. 10 листопада 1969) — колишній італійський тенісист.
Найвищу одиночну позицію світового рейтингу — 410 місце досяг 31 липня 1989, парну — 219 місце — 10 серпня 1987 року.

## Юніорські фінали турнірів Великого шолома

### Парний розряд: 1 (1 поразка)
| Результат | Рік  | Турнір               | Покриття | Partnet       | Суперники                         | Рахунок       |
| --------- | ---- | -------------------- | -------- | ------------- | --------------------------------- | ------------- |
| Поразка   | 1987 | Вімблдонський турнір | Трава    | Дієго Наргісо | Тодд Вудбрідж Джейсон Столтенберг | 3–6, 6–7(2–7) |

## Фінали ATP Челленджер і ITF Ф'ючерс

### Парний розряд: 1 (0–1)
| Легенда              |
| -------------------- |
| ATP Челленджер (0–1) |
| ITF Ф'ючерс (0–0)    |

| Фінали за покриттям |
| ------------------- |
| Тверде (0–0)        |
| Ґрунт (0–1)         |
| Трава (0–0)         |
| Килим (0–0)         |

| Результат | В-П | Дата     | Турнір                 | Рівень     | Покриття | Партнер          | Суперники                         | Рахунок  |
| --------- | --- | -------- | ---------------------- | ---------- | -------- | ---------------- | --------------------------------- | -------- |
| Поразка   | 0–1 | Жов 1991 | Реджо-Калабрія, Італія | Челленджер | Ґрунт    | Массімо Боскатто | Крістіан Бранді Федеріко Мордеган | 5–7, 3–6 |